# 井宿增十三
雙子座38，又名BD+13 1462，HD 50635、SAO 96265、HR 2564，是雙子座的一颗恒星，视星等为4.65，位于銀經201.51，銀緯6.67，其B1900.0坐标为赤經6h 49m 0.1s，赤緯+13° 6.67′ 18″。